# Argo Point (cono de escoria)
Argo Point es un cono de escoria en la península Jason, en la Antártida y tiene una altura de 360 metros (1180 pies) sobre el nivel del mar. Asociado con el Nunataks Foca, el cono tiene un diámetro de unos 300 metros (980 pies) y su cráter nevado, tiene un hueco en su lado norte. El cono está compuesto sobre una formación de lava y escoria de más de 175 metros (574 pies) de espesor, que puede yacer sobre rocas jurásicas.

La datación con potasio-argón ha indicado edades de 1.4 a 0.9 millones de años. El cono está construido a partir de basalto y hawaiita, roca volcánica que presenta una composición intermedia entre traquita y basalto, incluyendo bombas de lava en sus costados. Al igual que las Seal Nunataks y la Isla James Ross, las rocas de Argo Point son basaltos de islas oceánicas. Este vulcanismo puede ser la consecuencia de los efectos de la subducción a lo largo de la zanja de las Islas Shetland del Sur.